# Station Legnica
Station Legnica is een spoorwegstation in de Poolse plaats Legnica.